# Dobó Kata
Dobó Kata, születési nevén: Kovács Katalin (Budapest, 1974. február 25. –) magyar színpadi és filmszínésznő, filmrendező, egykori modell.

## Fiatalkora
1974. február 25-én született Budapesten, Kovács Katalin néven. Mivel édesapja katonatiszt volt, sokat költözött a család, laktak Kijevben, Lentiben, végül Békásmegyerre költöztek.
Érettségi után felvételizett a bölcsészkarra, de nem vették fel. Saját lábára akart állni, ezért dolgozott például titkárnőként is. Egy neves divatstúdió modellversenyére jelentkezett, ahol beválogatták a profi modellképző kurzusukra. Több magazinban szerepelt modellként, majd Németországba szerződött, ahol katalógusokban szerepelt.

## Pályafutása
1995-ben egy véletlen folytán (azt hitte, modellválogatóra megy) került be az Éretlenek című sorozat szereplői közé. Az igazi hírnevet A miniszter félrelép című film hozta meg számára 1997-ben, melyben Marosi Tündét alakította.
1997-ben felvételt nyert a Színház- és Filmművészeti Egyetemre is Marton László és Hegedűs D. Géza osztályába, ahol kétszer halasztott, majd csak az első évfolyamot végezte el. Később az Amerikai Egyesült Államokba utazott, és Hollywoodban tanult színészmesterséget.
Az utóbbi években szerepelt vendégként a Karinthy Színház, a Pinceszínház, a Játékszín, az Átrium Film-Színház előadásaiban. 2008–2014 között a Békéscsabai Jókai Színházban is fellépett.
2019-ben a Kölcsönlakás című filmmel debütált filmrendezőként. 152 ezren nézték meg a hazai mozikban, ezzel 2019 legnézettebb magyar mozifilmje lett. Második rendezői munkája az El a kezekkel a Papámtól! című családi film lett, melyet 2021. december 9-én mutattak be a hazai mozikban. 2022-ben a legjobb mozifilm díját nyerte a San Diegó-i Nemzetközi Gyerekfilmfesztiválon.
2024-ben az RTL Pokoli rokonok címmel indított napi sorozatának egyik főszerepét kapta meg.

## Magánélete
Első férje Vermes Dávid színész volt, akivel 1997–98-ban, egy évig voltak házasok. 1998–2006 között Andy Vajna volt az élettársa. Korábban együtt élt Hajas László mesterfodrásszal is. 2012-ben született meg kislánya, Szofi, akinek édesapja Gulyás Levente zenész. Kapcsolatuk 2014-ben ért véget.
Volt kapcsolata Bochkor Gáborral és Anger Zsolt színművésszel is. 2016–2019 között Zsidró Tamással élt együtt. 2021–2022 között párja Szente Vajk rendező volt.

## Filmográfia

### Film
Filmrendező
- Kölcsönlakás (2019)[19]
- El a kezekkel a Papámtól! (2021)

Filmszínész
| Év   | Magyar cím                     | Eredeti cím           | Szerep            | Megjegyzések                                                             |
| ---- | ------------------------------ | --------------------- | ----------------- | ------------------------------------------------------------------------ |
| 1997 | A miniszter félrelép           | –                     | Marosi Tünde      |                                                                          |
| 1998 | Ámbár tanár úr                 | –                     | Kapy Tímea        |                                                                          |
| 1998 | Európa expressz                | –                     | Edit              |                                                                          |
| 2000 | Waterlooi győzelem             | –                     | ismeretlen szerep |                                                                          |
| 2001 | 15 perc hírnév                 | 15 Minutes            | vörös hajú nő     |                                                                          |
| 2001 | Amerikai rapszódia             | An American Rhapsody  | Klára             | saját hangján szólal meg                                                 |
| 2002 | Rollerball – Könyörtelen játék | Rollerball            | Katya             |                                                                          |
| 2003 | Túlélésből jeles               | Detention             | Gloria Waylon     | magyar hangja Pálfi Kata                                                 |
| 2003 | A professzor                   | Out for a Kill        | Maya Burns        | - magyar hangjai: - Árkosi Kati (1. változat) - Braun Rita (2. változat) |
| 2005 | Csak szex és más semmi         | –                     | Zsófi             |                                                                          |
| 2006 | Szabadság, szerelem            | –                     | Falk Viki         |                                                                          |
| 2006 | Elemi ösztön 2.                | Basic Instinct 2      | Magda             | magyar hangja Major Melinda                                              |
| 2007 | Vér és csokoládé               | Blood and Chocolate   | Beatrice          |                                                                          |
| 2007 |                                | Ben David: Broken Sky | Lila              |                                                                          |
| 2009 |                                | King Conqueror        | ismeretlen szerep |                                                                          |
| 2009 | A jóéjtpuszi                   | The Kiss Goodnight    | ismeretlen szerep | rövidfilm                                                                |
| 2010 | Halálkeringő                   | –                     | Elza              |                                                                          |
| 2012 |                                | Split Perfect         | Cornelia          | rövidfilm                                                                |
| 2016 |                                | What if?              | Cordelia          | rövidfilm                                                                |
| 2017 | Brazilok                       | –                     | Ilike             |                                                                          |
| 2017 | Pappa Pia                      | –                     | Terike            |                                                                          |
| 2017 | Budapest Noir                  | –                     | Vörös Margó       |                                                                          |
| 2020 |                                | I Love You, Too       | Conrelia          | rövidfilm                                                                |
| 2022 | Átjáróház                      | –                     | Erzsébet          |                                                                          |

### Televízió
- Éretlenek (1995) – tévésorozat
- CSI: A helyszínelők (2003)
- A néma szemtanú (2011) – tévésorozat
- Hacktion: Újratöltve (2014) – tévésorozat
- Fapad (2014–2015) – tévésorozat
- Válótársak (2016–2017) – tévésorozat
- Csak színház és más semmi (2017) – tévésorozat
- Egynyári kaland (2017) – tévésorozat
- Korhatáros szerelem (2017-2018) – tévésorozat
- Pokoli rokonok (2025-) – tévésorozat

### Egyéb szerepei
Hangjáték
- Boldizsár Ildikó: A mindenek útja (2015) – Tűz

CD-k és hangoskönyvek
- Boldizsár Ildikó: Boszorkányos mesék

## Színház
- William Gibson: Libikóka, Bemutató: 2008. május. 9., Pinceszínház
- Lüzisztraté, Bemutató: 2008. október. 3., Békéscsabai Jókai Színház
- Pszicho, Bemutató: 2009. október. 2., Budapesti Kamaraszínház
- Werner Schwab: Elnöknők, Bemutató: 2009. december. 4., Békéscsabai Jókai Színház
- Minden ugyanúgy van, Bemutató: 2010. május. 28., Mikroszkóp Színpad
- Érzelmes Üzletek, Bemutató: 2010. szeptember. 24., Mikroszkóp színpad
- Roland Topor: Albérlet az asztal alatt, Bemutató: 2010. november. 19., Budaörsi Latinovits Színház
- Stuart Mária (Schiller: Stuart Mária), Bemutató: 2011. január. 14., Békéscsabai jókai Színház
- William Shakespeare: Lear Király, Bemutató: 2013. április. 25., Békéscsabai Jókai Színház
- Ron Clark - Sam Babrick: Én, Te őt!, Bemutató: 2013. szeptember. 13., Karinthy Színház
- Robert Thomas: Nyolc nő, Bemutató: 2013. december 14., Játékszín
- Molière: Tartuffe, Bemutató: 2014. február. 13., Pinceszínház
- Kegyelemkenyér, Bemutató: 2015. február. 8., Pinceszínház
- Joe Orton: Szajré, Bemutató: 2016. szeptember. 23., Karinthy Színház
- Ray Cooney – John Chapman: Kölcsönlakás, Bemutató: 2016. december. 10., Játékszín
- Ettore Scola: Egy különleges nap, Bemutató: 2018. november. 10., Hatszín Teátrum
- Paolo Genovese: Teljesen Idegenek, Bemutató: 2019. november 23., Játékszín
- Szente Vajk - Galambos Attila: Dominógyilkosság, Bemutató: 2021. június 04., Játékszín
- Terry Johnson: Diploma előtt, Bemutató: 2023. október 19., Bartók Színház, Dunaújváros
- Jon Lonoff - Centiről centire, Bemutató: 2024. december 12., Rózsavölgyi Szalon

## Díjak és jelölések
- Sikeres Nők Magazin Talentum-díj (2006)
- Story Ötcsillag-díj (2006, 2008)